# 西爾維斯特 (喬治亞州)
西爾維斯特（英語：Sylvester）是一個位於美國喬治亞州沃思縣的城市。根據2010年美國人口普查，該地人口為6188人，而該地的面積約為14.90平方千米。同時該地也是沃思縣的縣治。

## 地理
西爾維斯特的座標為31°31′53″N 83°50′10″W / 31.53139°N 83.83611°W，而該地的平均海拔高度為118米（即387英尺）。